# 淚之谷戰役
淚之谷戰役（希伯来语: עֵמֶק הַבָּכָא，Emek HaBakha）是1973年贖罪日戰爭中一場發生在戈蘭高地的戰役的名稱，稱為淚之谷戰役，戰鬥發生在10月6日與9日之間。儘管阿拉伯聯軍人數遠遠超過以色列軍隊，但以色列成功堅守陣地，直到敘利亞在第四天撤退為止。當時，以色列軍隊的陣線已經處在崩潰邊緣。

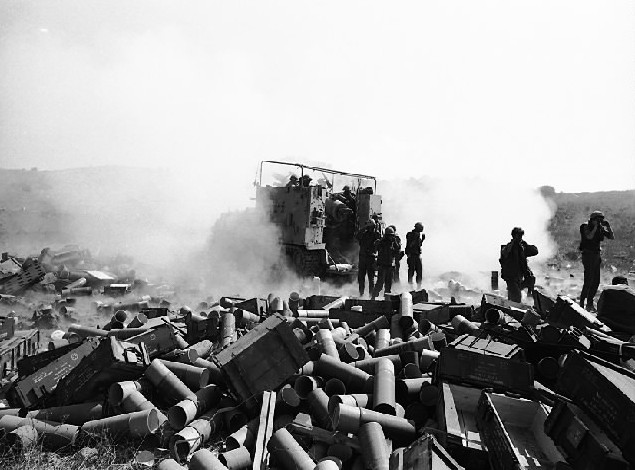
淚之谷戰役

## 背景
在贖罪日前夕（即10月5日），以色列第7旅奉命將一個營調到戈蘭高地，以加強由伊扎克·本·肖漢姆指揮的巴拉克裝甲旅。第7旅旅長阿維格多·本加爾認為贖罪日當天會有戰鬥爆發。他命令他的砲兵部隊勘察該地區並準備射表。他與他的營級指揮官進行了一次會議，討論以色列北方司令部先前實施的作戰計劃的要點。在未通知他的上級指揮官的情況下，阿維格多·本加爾帶他們參觀了前線。在10月6日贖罪日中午12點時，該旅已集中在納法赫地區。 納法赫是一個位在石油公路連接處的重要軍事基地，該公路斜穿過戈蘭高地北部，並連接跨越約旦河的Bnot Yaakov大橋的91號高速公路。該橋具有重要戰略意義，跨過此橋即可通往北以色列。